# Józefów (gmina Lisków)
Józefów – wieś w Polsce, położona w województwie wielkopolskim, w powiecie kaliskim, w gminie Lisków.
| SIMC    | Nazwa     | Rodzaj    |
| ------- | --------- | --------- |
| 0202471 | Lubień    | część wsi |
| 0202488 | Strzałków | część wsi |

W latach 1975–1998 wieś należała administracyjnie do województwa kaliskiego.